# 아이돌마스터 스텔라 스테이지
《아이돌마스터 스텔라 스테이지》(일본어: アイドルマスター ステラステージ 아이도루마스타 스테라 스테이지[*])은 반다이 남코 게임스로부터 2017년 12월 21일에 발매된 PlayStation 4용 아이돌 육성 게임.